# Ritratto in piedi
Ritratto in Piedi è un romanzo autobiografico di Gianna Manzini, pubblicato nel 1971 da Mondadori. Si tratta del ritratto, appassionato quanto combattuto e sofferto, che la scrittrice fa del padre, Giuseppe Manzini (1853/72-1925), anarchico.
Con questo romanzo, Gianna Manzini vinse il Premio Campiello nel 1971. Dalle sue pagine, Amedeo Nazzari abbozzò una sceneggiatura per un film da far dirigere a Valerio Zurlini .

## Trama
Il romanzo si articola in tre parti, intitolate Premessa, Atto di contrizione, Ritratto in piedi.

### Premessa
Prima di inoltrarsi nel racconto, la scrittrice dà qualche breve cenno riguardante la sua famiglia. Ricorda che i genitori del padre erano originari di Modena e che il suo bisnonno, per aver partecipato alla congiura del 1831 contro il duca Francesco IV di Lorena, fu esiliato. Un amico di Gianna ha ricostruito l'albero genealogico del padre e le mostra i ritratti dei suoi antenati. La donna rimane impressionata dall'insistenza, di generazione in generazione, di certi tratti somatici e di una linea spirituale e di coscienza.
Il libro inizia con l'immagine di un cavallo, a Firenze, di cui si narra che non voleva attraversare il ponte di Santa Trìnita, e solo quello. Giunto a metà dell'arcata avrebbe preferito buttarsi di sotto, con tutta la carrozza che trasportava, piuttosto che continuare a percorrere quel tragitto, tanto che alla fine il cocchiere era costretto a cambiare strada. Gianna prova lo stesso terrore all'idea di scrivere quello che sente di dover scrivere, cioè il ritratto dell'amatissimo padre, che farebbe affiorare nella sua mente inconfessabili e imperdonabili ricordi. A settantacinque anni Gianna si decide ad affrontare la sua memoria.

### Atto di contrizione
"Rimpianto e rimprovero stuzzicano il rimorso. Tento forse di blandirlo, battendomi il petto? Non esistono nascondigli di sorta o possibili astuzie per sviarlo. E dell'atto di costrizione se ne infischia, il rimorso. C'era tempo per tutto...ma non c'era posto per te, mio vero, unico orgoglio, mia lezione vivente, mia grazia vivente..". "Ritratto in piedi è precisamente un atto di contrizione fiorito su questo rimorso" 

### Ritratto in piedi
Gianna rivede la Pistoia della sua infanzia e giovinezza, le vie e le piazze, i cortei degli anarchici tra i quali c'è anche suo padre. Idealista, fiero, capace di rinunciare a tutto, anche alla famiglia, per il suo ideale. Ricorda della sua scelta di abbandonare l'agiatezza economica, donando il suo patrimonio in beneficenza, per dedicarsi all'umile mestiere di orologiaio. La moglie, pur essendo innamorata di lui, aveva ceduto alle spinte della famiglia borghese e l'aveva lasciato. La piccola Gianna ha comunque l'opportunità di passare parecchio tempo con il padre: lui è il suo grande amore, il suo mito, l'uomo virtuoso per eccellenza, una lezione di vita in carne ed ossa. 
Le cose cambiano quando Gianna cresce e si trasferisce a Firenze con la madre, per frequentare l'università. Presa dall'ebbrezza della giovinezza, comincia a vergognarsi un po' di quel suo padre povero, vestito di stracci, austero, così ligio alle sue idee da oscurare la felicità di Gianna, al solo pensiero di quel padre esiliato, costretto a vivere in ristrettezze, mentre lei è giovane e agiata e si gode ogni minimo istante della primavera a Firenze. Gli scrive una lettera a settimana, ma cerca di scacciarlo dai suoi pensieri. Gianna ricorda con struggente rimorso il non essergli stata vicino, per tanti anni, soprattutto alla fine, quando il Manzini muore di infarto, dopo aver subito l'ennesimo attacco da parte di un manipolo di fascisti.
Anche un libro: ci sono tanti modi per leggerlo; infine, però, per me e per te il più importante resta uno solo: cercare, in trasparenza, più o meno vicina, più o meno esplicita, la traccia di quell'idea.
Ma, rimasta sola, senza la tua guida, io sbando, finisco col cercare altro, o cerco male. Sola: ho freddo, babbo.